# 스티븐 R. 매퀸
스티븐 R. 매퀸(Steven R. McQueen, 1988년 7월 13일~)은 미국의 배우이다.

## 출연 작품

### 영화
- 스토리즈 USA (2007, Stories USA)
- 피라냐 (2010)

### 텔레비전
- Minutemen (2008)
- 뱀파이어 다이어리 (2009-15, 2017)